# Felix Stoerk
Felix Stoerk (* 20. Oktober 1851 in Ofen; † 18. Januar 1908 in Greifswald) war ein österreichischer Jurist, der insbesondere im Bereich des Staats- und Völkerrechts tätig war. Ab 1882 wirkte er als Professor an der Universität Greifswald.

## Leben
Felix Stoerk wurde 1851 in Ofen geboren und studierte Rechtswissenschaften an der Universität Wien, an der er am 20. Juli 1875 auch promovierte. Nach weiteren Studien in Berlin (1877) und Paris (1878) wurde er 1881 in Wien habilitiert. Ein Jahr später folgte die Ernennung zum außerordentlichen Professor für öffentliches Recht, insbesondere Völkerrecht, Rechtsgeschichte und Rechtsphilosophie, an der Universität Greifswald.
Ab 1886 wirkte er zusammen mit Paul Laband als Mitherausgeber der Zeitschrift „Archiv für öffentliches Recht“, im gleichen Jahr erfolgte die Beförderung zum ordentlichen Professor. Zwei Jahre später wurde er Mitglied des Institut de Droit international (Institut für Völkerrecht), als dessen Vizepräsident er zeitweise fungierte. Schwerpunkte seiner wissenschaftlichen Tätigkeit waren unter anderem das Seerecht und das Schifffahrtsrecht sowie das Fremdenrecht.
Er starb 1908 in Greifswald. Sein Bruder war der Laryngologe Karl Stoerk.

## Werke (Auswahl)
- Option und Plebiszit bei Eroberungen und Gebietszessionen. Leipzig 1879
- Das verfassungsmäßige Verhältnis des Abgeordneten zur Wählerschaft. Wien 1881
- Handbuch der deutschen Verfassungen. Leipzig 1884
- Zur Methodik des öffentlichen Rechts. Wien 1885
- Franz von Holtzendorff : ein Nachruf. Hamburg 1889 Digitalisat.